# Пальмолаз
Пальмолаз (лат. Berlepschia rikeri) — вид птиц из семейства печниковых. Единственный представитель одноимённого рода Berlepschia. Подвидов не выделяют.

## Название
Родовое и видовое название даны в честь орнитологов. Родовое название дано в честь Ганса фон Берлепша, видовое — в честь С. Райкера.

## Распространение
Обитают в Южной Америке, в Амазонии. Живут в пальмовых лесах и на болотах.

## Описание
Длина тела 18-22 см; вес 32-37 г.

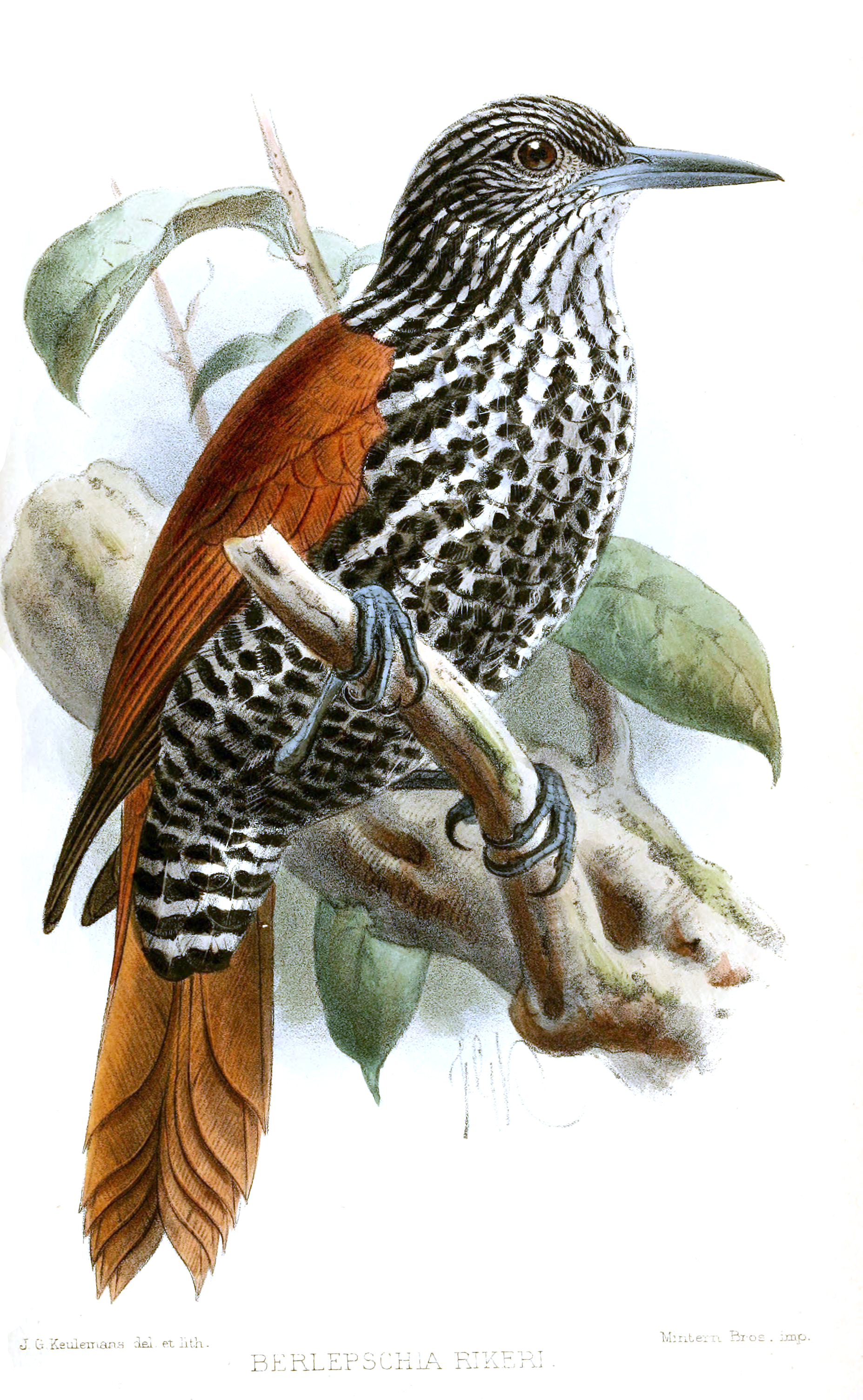
Berlepschia rikeri Keulemans 1889

«Лицо» с мелкими чёрно-белыми прожилками, макушка и верх спинки с чёрно-белыми прожилками, полосы на спинке приобретают форму слезы. Остальная часть спинки и надхвостья ярко-каштановые. Крылья в основном каштановые, горло белое с длинными отчетливыми чёрными прожилками. Грудь с широкими контрастными чёрными и белыми полосами, которые исчезают и становятся менее заметными на брюшке. Подхвостья полосатые чёрно-белые. Цвет радужки оранжево-коричневый, верхняя челюсть окрашена в цвет от серого до тёмно-серого, нижняя — от серого до светло-серого.
Самцы и самки выглядят одинаково. Молодь похожа на взрослых особей, но с небольшими точками на подбородке и горле, а на грудке у молодых птиц расположены скорее пятна, чем полосы.

## Биология
Питаются членистоногими. Пищу ищут почти всегда парами. Считаются моногамными.